# Rudi Altig

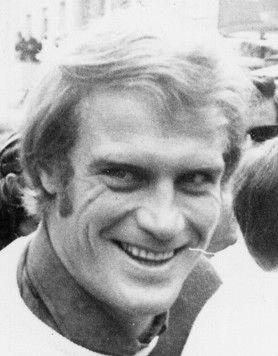
Rudi Altig in 1972

Rudi Altig (Mannheim, 18 maart 1937 – Remagen, 11 juni 2016) was een Duits wielrenner.
Hij behoorde zowel bij het baan- als bij het wegwielrennen tot de wereldtop in de jaren '60. Altig is een van de renners die in beide disciplines de regenboogtrui won: hij werd tweemaal wereldkampioen achtervolging en eenmaal wereldkampioen op de weg.
De Fransen noemden hem vanwege zijn aanvallende stijl ook "Sacré Rudi". Altig was ook een succesvol zesdaagse-rijder: hij won er 23. Na zijn wielercarrière was hij tot 2005 analist voor de Duitse televisie. Op 11 juni 2016 overleed hij aan de gevolgen van kanker.

## Doping
Altig had de bijnaam "de fietsende apotheek." Hij kreeg deze naam niet zonder reden. In 1966 trok hij zich terug uit de Waalse Pijl en later dat jaar weigerde hij een urinetest na zijn overwinning in het wereldkampioenschap op de Nürburgring. Hij werd voor twee maanden geschorst. In 1969 zei hij in Miroir Sprint: "Ik ben slim genoeg om middelen te gebruiken die geen sporen in de urine achterlaten." Datzelfde jaar kreeg hij in de Ronde van Frankrijk een tijdstraf van 15 seconden voor het gebruik van amfetamine.

## Belangrijkste overwinningen
1960
- Wereldkampioen Achtervolging (baan)
- Duits kampioen Achtervolging (baan)
- GP d'Alger; + Roger Rivière
- 7e etappe Ronde van Duitsland

1961
- Wereldkampioen Achtervolging (baan)
- Duits kampioen Achtervolging (baan)

1962
- Duits kampioen Americain (baan), met Hans Junkermann
- 2e etappe Ronde van Spanje
- 7e etappe Ronde van Spanje
- 15e etappe Ronde van Spanje
- Eindklassement Ronde van Spanje
- Puntenklassement Ronde van Spanje
- 2e etappe Ronde van Duitsland
- 3e etappe Ronde van Duitsland
- 6e etappe Parijs-Nice
- 1e etappe Ronde van Frankrijk
- 3e etappe Ronde van Frankrijk
- 17e etappe Ronde van Frankrijk
- Puntenklassement Ronde van Frankrijk
- Manx Premier Trophy
- Trofeo Baracchi; + Jacques Anquetil
- Criterium der Azen
- Zesdaagse van Berlijn (b); + Hans Junkermann
- Zesdaagse van Münster; + Hans Junkermann

1963
- Duits kampioen Americain (baan), met Hans Junkermann
- 2e etappe Parijs-Nice
- 5e etappe Parijs-Nice
- Zesdaagse van Essen; + Hans Junkermann
- Parijs-Luxemburg
- Genua-Nice

1964
- Duits kampioen op de weg, profs
- Ronde van Vlaanderen
- 3e etappe deel B Ruta del Sol
- 4e etappe Ruta del Sol
- Eindklassement Ruta del Sol
- 8e etappe deel B Parijs-Nice
- 2e etappe Ronde van België
- 4e etappe Ronde van Frankrijk
- 2e etappe Ronde van België
- Zesdaagse van Dortmund; + Fritz Pfenninger
- Zesdaagse van Essen; + Hans Junkermann
- Zesdaagse van Frankfurt; + Hans Junkermann
- GP Union Dortmund

1965
- Duits kampioen Americain (baan), met Hans Junkermann
- 3e etappe Ronde van Spanje
- 1e etappe Parijs-Nice
- 4e etappe Parijs-Nice
- 6e etappe deel B Parijs-Nice
- Zesdaagse van Berlijn; + Dieter Kemper
- Zesdaagse van Keulen; + Sigi Renz
- Zesdaagse van Frankfurt; + Dieter Kemper

1966
- Wereldkampioen op de weg
- Ronde van Piemonte
- Ronde van Toscane
- 3e etappe Parijs-Nice
- 1e etappe Ronde van Frankrijk
- 12e etappe Ronde van Frankrijk
- 22e etappe deel B Ronde van Frankrijk
- 7e etappe Ronde van Italië
- 11e etappe Ronde van Italië
- Zesdaagse van Bremen; + Dieter Kemper
- Zesdaagse van Frankfurt; + Sigi Renz
- Zesdaagse van Keulen; + Dieter Kemper
- Zesdaagse van Zürich; + Sigi Renz
- Zesdaagse van Berlijn b; + Sigi Renz

1967
- Milaan-Vignola
- 6e etappe Ronde van Italië
- 11e etappe Ronde van Italië

1968
- Milaan-San Remo
- 2e etappe Tirreno-Adriatico
- 3e etappe deel B Ronde van Spanje
- 5e etappe Ronde van Spanje
- Zesdaagse van Dortmund; + Patrick Sercu
- Zesdaagse van Frankfurt; + Patrick Sercu
- Zesdaagse van Keulen; + Sigi Renz
- Zesdaagse van Münster; + Klaus Bugdahl
- Zesdaagse van Bremen; + Sigi Renz

1969
- Proloog Ronde van Frankrijk
- Zesdaagse van Gent; + Sigi Renz
- GP Lugano
- Maël-Pestivien

1970
- Duits kampioen op de weg, profs
- Rund um den Henninger-Turm
- 5e etappe Parijs-Nice
- Proloog Ronde van Zwitserland
- 4e etappe Ronde van Mallorca
- Zesdaagse van Dortmund; + Albert Fritz

1971
- Zesdaagse van Bremen; + Albert Fritz
- Zesdaagse van Keulen; + Albert Fritz

## Resultaten in voornaamste wedstrijden
| Jaar | Ronde van Italië | Ronde van Frankrijk | Ronde van Spanje |
| ---- | ---------------- | ------------------- | ---------------- |
| 1962 |                  | 31e (3)             | ↑ (3)            |
| 1963 |                  |                     |                  |
| 1964 |                  | 15e (1)             |                  |
| 1965 |                  |                     | opgave (1)       |
| 1966 | 13e (2)          | 12e (3)             |                  |
| 1967 | opgave (2)       |                     |                  |
| 1968 |                  |                     | 18e (2)          |
| 1969 | 9e               | opgave (1)          |                  |
| 1970 | 45e              |                     |                  |

| Jaar | Milaan-San Remo | Gent-Wevelgem | Ronde van Vlaanderen | Parijs-Roubaix | Amstel Gold Race | Luik-Bast.‑Luik | Waalse Pijl | Rund um den Henninger-Turm |  | WK op de weg |
| ---- | --------------- | ------------- | -------------------- | -------------- | ---------------- | --------------- | ----------- | -------------------------- |  | ------------ |
| 1962 |                 |               |                      |                |                  |                 |             |                            |  |              |
| 1963 |                 | 27e           | 11e                  |                |                  |                 |             | 27e                        |  |              |
| 1964 |                 |               | ↑                    | 11e            |                  |                 | 6e          | 6e                         |  | 18e          |
| 1965 |                 |               |                      | 12e            |                  |                 |             | 7e                         |  | ↑            |
| 1966 | 49e             |               | 34e                  | 6e             | opgave           | 18e             | Brons       |                            |  | ↑            |
| 1967 |                 |               | 71e                  | ↑              |                  |                 |             |                            |  | 13e          |
| 1968 | ↑               |               | ↑                    |                |                  |                 | 38e         |                            |  | 12e          |
| 1969 |                 |               |                      | 14e            |                  |                 |             |                            |  |              |
| 1970 | 37e             |               |                      |                |                  |                 |             | Goud                       |  | 15e          |